# Eupithecia tamarisciata
Eupithecia tamarisciata är en fjärilsart som beskrevs av Freyer 1836. Eupithecia tamarisciata ingår i släktet Eupithecia och familjen mätare. Inga underarter finns listade i Catalogue of Life.